# Valerio Morucci
Valerio Morucci (Roma, 22 luglio 1949) è un ex brigatista italiano.
Ebbe una lunga militanza nelle file di Potere Operaio, gruppo della sinistra extraparlamentare legato all'area del marxismo operaista, all'interno del quale figurò quale uno dei suoi maggiori esponenti e dove ricoprì anche il ruolo di responsabile del servizio d'ordine. Esperto e appassionato d'armi, fu tra i primi a sostenere la necessità della lotta armata, costituendo inizialmente piccole strutture clandestine assieme a militanti di altri gruppi dell'estrema sinistra capitolina.
Abbandonata poi la militanza in senso operaista, entrò nell'effettivo delle Brigate Rosse nel settembre del 1976, arrivando a ricoprire sin da subito il ruolo di dirigente principale della colonna romana dell'organizzazione lottarmatista, svolgendo compiti di grande rilievo all'interno del Fronte logistico. Ebbe, inoltre, un ruolo di fondamentale importanza nell'agguato di via Fani ed in tutte le successive fasi del sequestro di Aldo Moro. È inoltre autore, assieme all'allora compagna Adriana Faranda, del cosiddetto Memoriale Morucci, un documento contenente nomi e fatti che descrive l'agguato di via Fani. Conosciuto all'interno dell'estremismo di sinistra come "Pecos", nelle Brigate Rosse invece il suo nome di battaglia era "Matteo".
Uscito dalle Brigate Rosse all'inizio del 1979 per forti contrasti sulla linea politico-militare dell'organizzazione, venne arrestato il 29 maggio dello stesso anno e condannato a tre ergastoli. Nel 1985, durante il processo d'appello per il caso Moro, si dissociò ufficialmente dalla lotta armata. Scarcerato nel 1994, attualmente vive a Roma, dove lavora come consulente informatico.

## Biografia

### La prima attività politico-militare

#### Militanza in Potere Operaio
Originario di una famiglia romana di artigiani falegnami di tradizioni antifasciste e comuniste, Valerio Morucci frequentò con modesti risultati le scuole superiori, pur mostrando vivo interesse per i libri e per letture vaste e disordinate. Dopo essersi licenziato da un lavoro all'aeroporto di Fiumicino, nel 1967, si iscrisse all'università giusto in coincidenza con la stagione di lotte studentesche e della nascita del Movimento del '68 a cui Morucci partecipò attivamente. Nella stagione delle lotte operaie che ne seguì, entrò a far parte di Potere Operaio, organizzazione della sinistra extraparlamentare, dove si occupò in un primo momento dell'intervento e del proselitismo nelle scuole superiori.
Attivo nelle prime manifestazioni violente, Morucci venne ben presto incaricato di organizzare e dirigere la struttura parallela e armata di Potere Operaio, il cosiddetto Lavoro Illegale, costituito per organizzare le strutture e i materiali tecnico-militari, armi, esplosivi, documenti contraffatti, auto rubate, da impiegare al momento di una eventuale insurrezione contro lo Stato. Fu lo stesso Morucci a effettuare il 17 novembre 1972 il trasferimento in Italia di un quantitativo di bombe a mano rubate in Svizzera a Ponte Brolla, armi poi in parte impiegate da un gruppo armato legato a Potere Operaio nella rapina di Vedano Olona del 6 marzo 1973.
Valerio Morucci diresse anche personalmente, insieme ad altri militanti, la collocazione di una bomba nella centralina elettrica del Palazzo dei congressi a Roma nel gennaio 1973 per sabotare lo svolgimento del congresso nazionale del MSI; tre giorni prima dell'inizio dei lavori, le forze dell'ordine individuarono e disinnescarono l'ordigno. Principale dirigente militare di Potere Operaio, Morucci condusse anche l'inchiesta riservata, interna all'organizzazione, per accertare la verità sul tragico rogo di Primavalle e la conseguente morte dei fratelli Mattei il 16 aprile 1973; egli rintracciò a Firenze uno dei tre ricercati, il militante Marino Clavo, e, minacciandolo di morte, ottenne la sua confessione venendo quindi a conoscenza dei reali contorni della vicenda.
In precedenza Morucci era entrato in contatto con Giangiacomo Feltrinelli per sviluppare una collaborazione tecnico-militare tra la struttura illegale di Potere Operaio e i GAP clandestini organizzati dall'editore; fu durante uno dei loro incontri che "Osvaldo", il nome di battaglia di Feltrinelli, mostrò a Morucci il revolver che in seguito sarebbe stato usato da Monika Ertl "Tania" per uccidere ad Amburgo l'ufficiale boliviano Roberto Quintanilla, responsabile della morte di Ernesto Guevara e della mutilazione del cadavere.
Nel 2005 l'ex brigatista Raimondo Etro sostenne, riportando alcune confidenze di Alessio Casimirri, che fu Morucci e non Ovidio Bompressi e Leonardo Marino (condannati con Adriano Sofri e Giorgio Pietrostefani) a uccidere il commissario Luigi Calabresi, ma tali affermazioni non furono ritenute credibili. La stessa accusa fu riportata da Emilia Libera, che riferì una voce - circolante nell'ambiente brigatista - riportatale nel 1977 da Antonio Savasta. Morucci, dal canto suo, ha bollate le accuse come "leggende metropolitane".

#### Tentativi di lotta armata

Morucci in una foto di metà anni settanta.

Dopo lo scioglimento di Potere Operaio, avvenuto ufficialmente nel 1973, Morucci assieme ad altri militanti romani tentò la costituzione nella capitale di una organizzazione politico-militare che sviluppasse la lotta armata seguendo l'esperienza delle Brigate Rosse nel Nord Italia, attive già a partire dagli inizi degli anni settanta. Inizialmente fu costituito il LAPP ("Lotta armata per il potere proletario") formato da una decina di militanti, tra cui Adriana Faranda, la compagna di Morucci, Germano Maccari e Bruno Seghetti.
Insieme a Maccari ed un terzo militante, Valerio Morucci fu protagonista nel 1975 dell'attacco alla centrale di smistamento della SIP in via Cristoforo Colombo a Roma. I tre, camuffati da poliziotti, riuscirono ad entrare nei locali e piazzarono alcune cariche esplosive, quindi fuggirono dopo aver dato l'allarme per permettere lo sgombero dell'edificio; solo una delle bombe esplose, ma l'azione ebbe comunque vasta risonanza nell'ambiente dell'estrema sinistra romana. Nonostante qualche successo il LAPP ebbe vita breve e Morucci all'inizio del 1976 prese parte alla costituzione di una nuova formazione armata, le FAC ("Formazioni Armate Comuniste), formata da militanti principalmente dell'area dell'Italia centrale che iniziò a prendere accordi di collaborazione con le Brigate Rosse.
Il 21 aprile 1976 le FAC compirono il loro più importante attentato: un nucleo armato, di cui facevano parte anche Morucci e la Faranda, sparò alle gambe dell'industriale petrolifero Giovanni Theodoli (presidente dell'Unione Petrolifera Italiana e della Chevron) che venne sorpreso all'uscita della sua abitazione a Roma in via Giulia mentre saliva a bordo della sua auto. Morucci aprì la portiera sinistra e fece fuoco con una mitraglietta Vz 61 Skorpion, ferendo seriamente alle gambe Theodoli.

### L'ingresso nelle Brigate Rosse
I primi contatti dei capi brigatisti con Morucci e l'ambiente romano risalgono al 1971; in quell'anno Valerio Morucci incontrò per la prima volta a Milano due capi brigatisti del nord, Alberto Franceschini e Mario Moretti. L'incontro non ebbe molto successo: «Erano tipi tristissimi e anonimi... Ero arrivato all'appuntamento su una Mini Cooper gialla con tetto nero e una ragazza bionda. Loro vennero con un Fiat 850 grigio sbiadito e un enorme portabagagli sul tetto. Franceschini con gli occhiali, senza baffi, ingobbito, cinereo in faccia e nei vestiti. Moretti un po' più aitante, con indosso un assurdo tre-quarti spigato grigio e marrone con le spighe enormi». Anche Franceschini ricorda nelle sue memorie quell'incontro: «Arrivò in Mini Minor, giacca blu con bottoni d'oro, camicia di seta, cravatta, occhiali Ray-Ban: sembrava un fascistello sanbabilino. Parlò soprattutto lui, e di armi... Ci chiese di entrare nelle Brigate Rosse, ma nessuno fu d'accordo di accogliere Valerio. La nostra diffidenza verso quelli di Potere operaio era congenita... si decise soltanto di continuare ad avere con lui il rapporto che già avevamo, esclusivamente logistico».
Dopo questo infortunio iniziale, le Brigate Rosse decisero nel 1975 di organizzare una vera colonna a Roma per portare il cosiddetto "attacco al cuore dello stato" e Valerio Morucci, che aveva già maturato la decisione di passare alla lotta armata, ebbe nuovi contatti con Mario Moretti e Franco Bonisoli che si erano trasferiti nella capitale. Nel 1976 fu finalmente deciso il suo inserimento, insieme alla compagna Adriana Faranda, nell'organizzazione, direttamente come clandestini dopo un appuntamento il 28 agosto. Le FAC si erano ormai disgregate ed erano rimasti solo sette militanti; Morucci, nonostante alcuni dubbi, entrò quindi a far parte delle Brigate Rosse. Il loro ingresso fu determinante per la costituzione della colonna romana, formata soprattutto da elementi dei vari movimenti capitolini dell'area dell'estrema sinistra e dei piccoli gruppi di lotta armata già attivi tra cui i Co.co.ce di Bruno Seghetti, "Viva il Comunismo", i LAPP (Lotta Armata per il Potere Proletario) e le FAC (Formazioni Armate Comuniste) costituite in precedenza da Morucci.
Considerato un esperto di armi, Valerio Morucci fu inizialmente incaricato di occuparsi del Fronte Logistico della colonna romana; egli mise a disposizione dell'organizzazione anche le armi di cui era in possesso, tra cui la mitraglietta Skorpion usata contro Theodoli, che negli anni seguenti sarebbe stata impiegata in molti altri attentati brigatisti. Esuberante e molto intraprendente durante il suo periodo alla guida dell'estremismo di sinistra romano, all'interno del quale era conosciuto con il nome di "Pecos" per la sua personalità da combattente solitario da film western, all'interno delle Brigate Rosse, dove assunse il nome di battaglia di "Matteo", Morucci dimostrò invece una fredda efficienza, mettendo a disposizione la sua competenza logistica e la sua preparazione con le armi. Disciplinato e attivo svolse un ruolo decisivo nella costituzione della colonna romana, dove furono progressivamente inseriti molti dei suoi compagni delle formazioni minori, e nell'attuazione dei primi attentati. Nel periodo del sequestro Moro era uno dei principali responsabili del Fronte Logistico ed era ritenuto il miglior elemento, per preparazione militare e lucidità, all'interno dell'organizzazione.
Morucci divenne ben presto parte della struttura logistica nazionale delle Brigate Rosse e venne inserito nel gruppo operativo che nel gennaio 1977 effettuò a Genova il sequestro a scopo di estorsione dell'industriale Pietro Costa. Il rapimento ebbe successo; dopo una lunga detenzione nel capoluogo ligure, l'industriale venne rilasciato; la famiglia del sequestrato accettò di pagare un cospicuo riscatto, 1 miliardo e trecento milioni di lire, che venne consegnato a Roma. Furono Morucci, Moretti e Faranda a ritirare le valigie con i soldi che sarebbero serviti a finanziare le Brigate Rosse per molto tempo.
Nell'ottobre 1977 Morucci venne incaricato, insieme al brigatista della colonna genovese Riccardo Dura, di organizzare un poligono di tiro per l'addestramento dei brigatisti, ristrutturando un grande garage di una villetta a due piani nell'Appennino tosco-emiliano, messa a disposizione da simpatizzanti. I due brigatisti iniziarono i lavori per allestire il poligono, ma l'impresa finì in un totale fallimento: a causa di un incendio accidentale, la struttura bruciò completamente, mentre Morucci e Dura dovettero allontanarsi in tutta fretta per evitare di essere catturati dalle forze dell'ordine allertate dall'incendio.

### L'agguato di via Fani e il sequestro Moro
Le prime azioni importanti della nuova colonna romana delle Brigate Rosse furono una serie di attentati contro funzionari dell'apparato burocratico, politici democristiani, magistrati. Valerio Morucci assolse, grazie alla sua esperienza militare, un ruolo di guida e di sostegno dei nuovi militanti che vennero inseriti nella struttura e parteciparono alle azioni; "Matteo" fu presente con funzioni di appoggio al ferimento del direttore del Tg1 Emilio Rossi il 3 giugno 1977, a quello di Remo Cacciafesta, preside della facoltà di Economia e Commercio, il 21 giugno 1977, a quello del dirigente di Comunione e Liberazione Mario Perlini l'11 luglio 1977.

I cadaveri dell'Appuntato Domenico Ricci e del Maresciallo Oreste Leonardi, uccisi durante l'agguato di via Fani.

Dall'autunno 1977 la colonna romana fu impegnata nella pianificazione del sequestro del presidente della Democrazia Cristiana Aldo Moro; Morucci e la Faranda svolsero compiti organizzativi di grande importanza durante la fase preparatoria; inizialmente Morucci ipotizzò un rapimento incruento nella Chiesa di Santa Chiara, ma le difficoltà pratiche e il timore di coinvolgere estranei in un possibile conflitto a fuoco indussero i brigatisti a rinunciare a questo piano ed a organizzare un attacco diretto alle auto dell'uomo politico. È lui a organizzare nei dettagli l'azione di via Fani, dalla scelta del luogo in cui attaccare la scorta di Moro, a quella delle vie di fuga, individuata nell'accorto utilizzo di strade secondarie e private che più facilmente sfuggono al controllo delle volanti.
Morucci fu uno dei componenti principali del nucleo armato che, il 16 marzo 1978, sequestrò in via Fani, a Roma, l'onorevole Moro dopo aver ucciso tutti i componenti della sua scorta. Travestito da aviere Alitalia, giunse in via Fani, fermandosi davanti al bar Olivetti in compagnia di Franco Bonisoli, Prospero Gallinari e Raffaele Fiore, in attesa del convoglio delle auto di Moro. Quando le auto giungono e sono bloccate dall'improvvisa manovra di Mario Moretti, che frena di colpo con la sua 128 bianca targata CD e blocca la Fiat 130 di Aldo Moro, il commando entra in azione: Morucci estrae dalla sua valigetta la mitraglietta FNAB-43, si avvicina all'auto di Moro e spara a raffica in rapida successione contro l'autista dell'auto l'appuntato Domenico Ricci e il caposcorta maresciallo Oreste Leonardi, che gli siede accanto, colpendolo mortalmente e senza ferire il Presidente della Democrazia Cristiana, nonostante il momentaneo inceppamento del suo mitra. Con una seconda raffica intervenne ancora sull'autista, l'appuntato Domenico Ricci, che cercava di svincolare la Fiat 130 dal tamponamento, uccidendo anche lui. Raffaele Fiore, che doveva secondo lo schema previsto occuparsi dell'autista, ebbe il suo mitra inceppato quasi subito e quindi non riuscì a colpire Ricci, che per alcuni secondi rimase illeso.

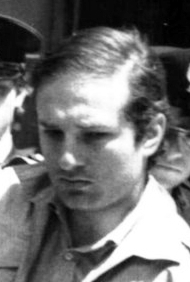
Valerio Morucci nel momento dell'arresto.

Dopo lo scontro a fuoco, Morucci si incaricò di prelevare due delle borse di Moro, per poi allontanarsi rapidamente insieme agli altri componenti del gruppo brigatista dal luogo della strage su una Fiat 128 blu in compagnia di Franco Bonisoli e Barbara Balzerani. Secondo la ricostruzione giudiziaria della vicenda, durante la fuga verso l'appartamento di via Montalcini Morucci avrebbe prima recuperato il furgone Fiat 850 su cui sarebbe stato caricato Moro nascosto in una cassa e poi, insieme a Bruno Seghetti si sarebbe incaricato di scortare a bordo di una Dyane il furgone con la cassa, guidato da Moretti, fino all'ultimo appuntamento nel garage della Standa dei Colli Portuensi, dove si sarebbe effettuato l'ultimo trasbordo del sequestrato. Completata questa fase della fuga, Morucci alle ore 10.10 comunicò telefonicamente all'ANSA la prima rivendicazione del rapimento e dell'eliminazione delle "guardie del corpo, teste di cuoio di Cossiga".
Durante il sequestro il ruolo di Valerio Morucci fu fondamentale: responsabile logistico e personaggio di maggior prestigio ed esperienza della colonna romana, si incaricò, insieme alla sua compagna Adriana Faranda, della distribuzione di tutti i comunicati delle Brigate Rosse e di tutte le lettere di Moro, sfuggendo sempre ai tentativi di intercettazione delle forze dell'ordine. Inoltre Morucci partecipò al vivace dibattito all'interno della colonna con gli altri militanti e soprattutto con il responsabile del Comitato Esecutivo Mario Moretti riguardo allo svolgimento e all'esito finale del sequestro. Contrario, come anche la Faranda e qualche altro componente minore della colonna romana, all'esecuzione del Presidente della Democrazia Cristiana, cercò una diversa via di uscita, rimanendo anche in contatto con importanti dirigenti del Movimento come Lanfranco Pace e Franco Piperno a loro volta collegati con Claudio Signorile e il PSI.
Nel periodo del sequestro la colonna romana non rimase inattiva, e il 19 aprile 1978 attaccò a colpi di mitra e bombe a mano la caserma dei carabinieri Talamo; Morucci guidò il nucleo armato formato anche da Adriana Faranda, Francesco Piccioni, Renato Arreni e Alvaro Lojacono. L'attentato ebbe parziale successo, Morucci sparò con il mitra, mentre Piccioni lanciò le bombe, che in parte non esplosero; quindi i brigatisti riuscirono a sganciarsi dopo una fuga movimentata.
Di fronte all'intransigenza di Moretti, e di gran parte dell'organizzazione, i tentativi di Morucci di evitare la morte del sequestrato non portarono a nulla; nell'ultimo incontro dei dirigenti della colonna il 3 maggio in Piazza Barberini, Moretti, Balzerani e Seghetti imposero la decisione presa dalle Brigate Rosse. La mattina del 9 maggio 1978, Aldo Moro venne ucciso da Moretti, forse con la partecipazione anche di Germano Maccari. In questa fase finale Morucci, insieme a Bruno Seghetti, si incaricò di scortare fino a via Caetani la Renault 4 rossa, guidata da Moretti, con il cadavere di Moro nel bagagliaio.

#### La telefonata a Tritto
Alle 12.30 circa dello stesso giorno, Morucci effettuò la telefonata finale al professor Franco Tritto, allievo, amico e collega di Moro, qualificandosi inizialmente come dottor Nicolai, un altro suo soprannome nelle Brigate Rosse, con la quale comunicò l'ubicazione dell'auto contenente il corpo di Aldo Moro presso via Caetani. In effetti, la voce che chiamò più volte la famiglia durante il lungo sequestro fu sempre la sua, tranne nel caso della drammatica telefonata relativa al 30 aprile 1978, effettuata invece da Moretti.

### L'uscita dalle Brigate Rosse e l'arresto

Valerio Morucci nel momento del suo arresto il 30 maggio 1979.

Dopo la tragica conclusione del sequestro Moro, Valerio Morucci e la sua compagna Adriana Faranda continuarono in un primo tempo a militare nelle Brigate Rosse, nonostante i contrasti e le loro forti critiche alla linea politico-militare seguita dal Comitato Esecutivo e condivisa anche da gran parte della colonna romana, compresi vecchi compagni come Bruno Seghetti, Anna Laura Braghetti e Francesco Piccioni.
Il dissidio di Morucci e Faranda, sostenuti solo da pochi altri militanti della colonna romana, divenne ben presto sempre più profondo; i tentativi di "Matteo" di sostenere all'interno del Fronte Logistico le sue posizioni, favorevoli ad un decremento dell'attività militare ed a un ripensamento complessivo della strategia politica delle Brigate Rosse, furono aspramente respinti, ed anche il documento preparato dai dissidenti, Fase: passato, presente e futuro, in cui Morucci e gli altri cercavano di illustrare la loro posizione, venne duramente criticato. Alla fine del 1978 si tenne una riunione decisiva della colonna romana, a cui parteciparono come rappresentanti del Comitato Esecutivo Mario Moretti e Prospero Gallinari. Morucci si trovò isolato e fu violentemente attaccato per le sue posizioni; praticamente l'intera direzione della colonna si schierò contro e appoggiò le posizioni ortodosse dell'organizzazione.
I nuovi fatti di sangue ed in particolare l'omicidio di Guido Rossa del gennaio 1979, provocarono un nuovo aspro contrasto tra Morucci e Faranda e l'organizzazione; infine nel febbraio 1979 il Comitato Esecutivo delle Brigate Rosse decise di consentire a Morucci e Faranda di uscire dall'organizzazione; i due avrebbero dovuto temporaneamente trasferirsi in una base a Poggio Moiano, dove avrebbero potuto eventualmente elaborare un loro documento; venne loro offerta la possibilità di espatriare con documenti falsi e denaro. Morucci e la sua compagna rifiutarono polemicamente questa via d'uscita stabilita dall'organizzazione; essi decisero quindi di lasciare immediatamente, senza avvertire gli altri militanti, la loro base portando via con loro il denaro, circa venti milioni di lire provenienti dal sequestro Costa, e tutte le armi a disposizione, compresa la mitraglietta Skorpion che "Matteo" aveva portato nelle Brigate Rosse al momento del suo ingresso e che era sta impiegata per l'agguato di salita Santa Brigida a Genova e per l'uccisione di Aldo Moro.
Dopo questa brusca rottura con le Brigate Rosse, Morucci e la sua compagna cercarono di organizzare a Roma un nuovo gruppo di lotta armata, il cosiddetto Movimento Comunista Rivoluzionario, e trovarono alloggi provvisori grazie all'aiuto dell'ex esponente di Potere Operaio Lanfranco Pace; il 24 marzo 1979 si trasferirono nell'appartamento di viale Giulio Cesare 47 di Giuliana Conforto, un'amica di Franco Piperno, che apparentemente ignorava la loro identità. Il 29 maggio 1979 Valerio Morucci, conosciuto ora con il nuovo pseudonimo di "Enrico", e Adriana Faranda, "Gabriella", vennero infine arrestati all'interno dell'appartamento di viale Giulio Cesare dalla polizia, che recuperò anche le armi che i due avevano raccolto, tra cui la mitraglietta Skorpion. Sui retroscena dell'arresto permangono aspetti non del tutto chiari, esistendo una informativa fornita alle forze dell'ordine su Giorgio Conforto, padre della proprietaria dell'appartamento, indicando che si trattava di un informatore dei servizi segreti sovietici con nome in codice “Dario”.
Dopo l'arresto Morucci venne trasferito in carcere a Nuoro, mentre il 25 luglio venne divulgato pubblicamente da Lotta Continua il documento di aspra polemica in cui egli e gli altri dissidenti criticavano le scelte politico-operative delle Brigate Rosse. Questo documento suscitò un acceso dibattito all'interno dell'estremismo di sinistra e ricevette una durissima risposta da parte dei brigatisti del gruppo storico detenuti nelle carceri speciali, che ridicolizzarono le tesi di Morucci e i suoi, definiti una "masnada di signorini e provocatori", "fastidiose zanzare" e "fanghiglia e rifiuti", accusandoli di essere al servizio degli ex-dirigenti di Potere Operaio, infiltrati per controllare l'organizzazione. Sembra che Morucci temette per la sua sicurezza personale a causa di minacce dei detenuti del gruppo storico, tra cui Alberto Franceschini, presenti nel carcere di Nuoro; Moretti sarebbe intervenuto dall'esterno presso i detenuti richiedendo di evitare rappresaglie contro il vecchio compagno.

### I processi e la dissociazione

Valerio Morucci

Pur non collaborando con la giustizia e mostrando una posizione di rigida chiusura, Morucci fin dal 1980 aveva espresso il suo pensiero riguardo alla ricerca di una possibile via d'uscita dalla lotta armata per i numerosi militanti dei gruppi eversivi. Durante la prima fase del Processo Moro, nella primavera 1982 Morucci, la Faranda e gli altri aderenti alla loro posizione, continuarono a non collaborare ma rimasero separati dalla maggioranza dei brigatisti aderenti alla linea ortodossa dell'organizzazione; nell'ottobre 1982 Morucci produsse un documento in cui evidenziava la necessità di "riflessione critica su un fenomeno di massa", una riflessione che doveva essere in primo luogo "politica e collettiva"; la lotta armata veniva definita "da tempo esaurita".
Nella primavera 1984 Valerio Morucci e Adriana Faranda iniziarono i colloqui con i giudici Ferdinando Imposimato e Rosario Priore; i due brigatisti decisero di descrivere la loro attività, le loro responsabilità e molti dettagli di loro conoscenza, ma rifiutarono di fare i nomi di altri militanti coinvolti. Poco dopo Morucci rilasciò una lunga intervista a Giorgio Bocca, in cui chiarì molti aspetti del caso Moro e infine il 18 gennaio del 1985, nel corso del processo d'appello per il sequestro, Morucci lesse un documento di formale dissociazione dalla lotta armata firmato anche da altri 170 detenuti, intitolato Per riaprire un dialogo con la società. Manifesto dei detenuti politici.

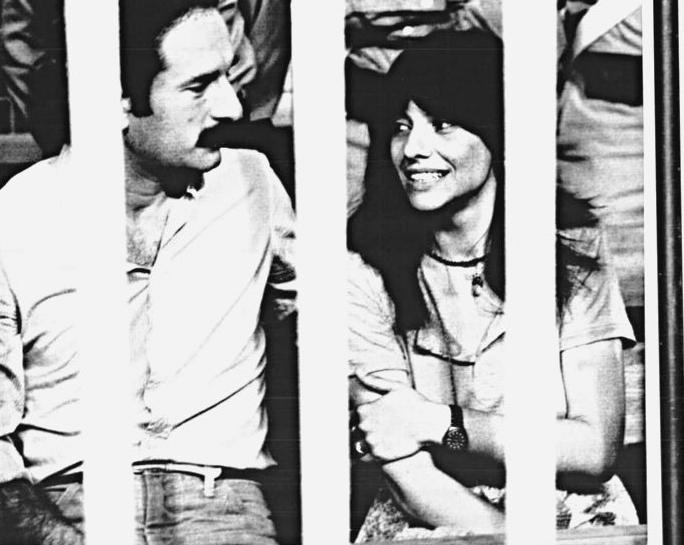
Adriana Faranda e Valerio Morucci durante il processo Moro

Durante il processo d'appello Valerio Morucci parlò in aula e descrisse i particolari dell'agguato di via Fani e delle vicende del sequestro, pur continuando a non fare i nomi degli altri brigatisti; il processo si concluse nel marzo 1985 e la sua condanna all'ergastolo, ricevuta in primo grado, venne ridotta a quella di trent'anni di reclusione.

### Ilmemoriale Morucci
Il 17 agosto 1990, in un articolo dal titolo Così rapimmo Moro, il quotidiano l'Unità scrive che esiste un memoriale sul rapimento, la prigionia e l'uccisione di Aldo Moro, scritto nel 1986 da Valerio Morucci. Il documento, di circa 300 pagine, con nomi e fatti, viene però in possesso dei giudici che indagano sul caso solo nel maggio del 1990. Sempre secondo l'Unità, non si sa attraverso quali mani sia passato il documento dal 1986 al 1990. Il quotidiano afferma comunque che i giudici lo hanno ricevuto dal Presidente della Repubblica Francesco Cossiga, che a sua volta lo avrebbe ricevuto trenta giorni prima dal giornalista de Il Popolo Remigio Cavedon e da una suora che lavorava nel carcere: Teresilla Barillà.
Di fatto, durante i primi interrogatori, Morucci dice che i partecipanti all'azione di via Fani sono almeno dodici, forse di più. Poi scende a nove; in entrambi i casi, coerentemente con la sua posizione di dissociato, si rifiuta di fare nomi. Secondo Sergio Flamigni su suggerimento della destra DC, in carcere, probabilmente nel 1986, Morucci compila insieme con la compagna Adriana Faranda il cosiddetto memoriale, che specifica in forma definitiva la sua posizione sull'agguato di via Fani e il sequestro Moro. Nel 1990 lo consegna in carcere a suor Barillà, una religiosa assistente dei carcerati che ha già collaborato con i Servizi segreti nel caso Cirillo.
La suora fa pervenire il memoriale a Cavedon che lo consegna presso l'abitazione privata del capo dello Stato Cossiga il 13 marzo del 1990, con un biglietto datato 1986 che riporta: «Solo per lei Signor Presidente, è tutto negli atti processuali, solo che qui ci sono i nomi. Riservato 1986». Più di un mese dopo, passato di mano tra vari esponenti della DC, Cossiga lo consegna al capo della polizia, e questi a sua volta lo dà ai magistrati. Il documento viene presentato come la ricostruzione completa dell'operazione Moro, con i nomi e i cognomi dei brigatisti partecipanti. Poi nuove indagini lasceranno sospettare che si tratti di una versione parziale. A tale proposito il capo storico brigatista Alberto Franceschini accusa Morucci, che per la magistratura è un dissociato, di comportarsi da vero e proprio pentito. I nove brigatisti che Morucci identifica nell'agguato di via Fani sono Franco Bonisoli, arrestato nell'ottobre del 1978, Prospero Gallinari, Raffaele Fiore e Valerio Morucci, arrestati nel 1979, Bruno Seghetti, arrestato nel 1980, Mario Moretti, arrestato nel 1981, Barbara Balzerani, arrestata nel 1985, Alvaro Lojacono, arrestato nel 1988 e Alessio Casimirri, tuttora latitante in Nicaragua.
Nell'ottobre 1993 Morucci aggiungerà il nome di Rita Algranati, moglie di Casimirri, arrestata nel 2004 in Egitto. Le condanne di Morucci vennero ulteriormente ridotte nei successivi processi a ventidue anni e mezzo di reclusione grazie all'applicazione della legge sulla dissociazione. Egli ottenne poi il regime di semilibertà e la libertà condizionale, finendo di scontare la sua pena nel 1994.

### Oggi
Scontata la pena Morucci si occupa di informatica, risiede a Roma e ha un figlio. Ha raccontato la sua esperienza nella lotta armata in alcuni libri pubblicati nel corso degli anni: Ritratto di un terrorista da giovane e La peggio gioventù, in cui descrive la sua vita prima, durante e dopo l'esperienza nelle Brigate Rosse, e Patrie galere. Cronache dall'oltrelegge, che descrive la sua esperienza carceraria e che è stato presentato anche nel centro sociale di estrema destra Casapound.
Morucci scrive per la rivista di geopolitica Theorema, il cui direttore responsabile è Salvatore Santangelo, direttore del centro studi della Fondazione Nuova Italia, presieduta da Gianni Alemanno, mentre il direttore editoriale è Alfredo Mantici, vice-capo di gabinetto dell'ex sindaco di Roma.

## Opere
- Valerio Morucci, A guerra finita. Sei racconti, Manifestolibri, 1994.
- Valerio Morucci, Ritratto di un terrorista da giovane, Piemme, 1999, ISBN 978-88-384-4462-3.
- Valerio Morucci, La peggio gioventù, Rizzoli, 2004, ISBN 88-17-00436-7.
- Valerio Morucci, Klagenfurt 3021, Fahrenheit 451, 2005, ISBN 88-86095-57-0.
- Valerio Morucci, Il caso e l'inganno. Le indagini del commissario Amidei, Bevivino, 2006.
- Valerio Morucci, A guerra finita?, Bevivino, 2008.
- Valerio Morucci, Patrie galere. Cronache dall'oltrelegge, Ponte alle Grazie, 2008, ISBN 978-88-7928-988-7.